# Радиохусел
Радиохусел (на датски: Radiohuset) е бившата централа на датската национална радиопредавателна корпорация ДР, намираща се на булевард Rosenørns Allé в гр. Фредериксберг (община Фредериксберг, Столичен регион).
Сградата е открита през 1994 г. Проектирана е от архитект Вилхелм Лаурцен, като стилът на сградата е Функционализъм. Сградата е разширявана през 1958 и 1972 г. Сградата е освободена от ДР, когато е открит новият комплекс от сгради ДР град през 2006 г. В днешно време в сградата се помещават Кралската датска академия за музика и Музеят на музиката. Комплексът включва и концертна зала. Сградата е регистрирана през 1994 г.

## История
По време на първите години на съществуването си датската национална радиопредавателна корпорация ДР (Danish Statsradiofonien по това време) има различни отдели на различни места в Копенхаген, включващи Стерексее на Конгс Нюторв и Алексбо на Вестеброгел. С нарастването на организацията нуждата от по-голяма сграда стават очевидни. Вилхелм Лаурцен е част от комитета по сградите, които през лятото на 1934 г. участват в учебно пътуване до Лондон, Париж, Брюксел, Женева, Цюрих, Прага, Лайпциг, Берлин и Конигсберг, по време на което посещават сгради с подобни функции. По-късно същата година Вилхелм Лаурцен публикува предварително предложение за проект на сградата в Архитектен (Arkitekten.)
Строителството на сградата започва през 1938 г. и е почти готово през януари 1941 г., като концертната зала не е завършена до 1945 г. Сградата е разширена с ново крило за телевизията на ДР. През 19645 г. с нарастването на нуждите на корпорацията ДР се решават на ново преместване в комплекса ТВ-град в Глалсакс, оставяйки само дейността на радиото и корпоративното управление в Радиохусел, който претърпява ново разширение през 1972 г.
През 2001 г. Радиохусел е продадена на Кралската датска академия за музика, като е използва от ДР до построяването на ДР град през 2006 г.